# Heodes denisei
Heodes denisei är en fjärilsart som beskrevs av Vigneau 1949. Heodes denisei ingår i släktet Heodes och familjen juvelvingar. Inga underarter finns listade i Catalogue of Life.